# Кент, Имон
Имон Кент (ирл. Éamonn Ceannt, имя при рождении — Эдвард Томас Кент (англ. Edward Thomas Kent); 21 сентября 1881, Баллимо, Голуэй — 8 мая 1916, Дублин) — ирландский республиканец, революционер, участник Пасхального восстания.

## Детство
Кент родился в деревне Баллимо, в графстве Голуэй, в семье Джеймса Кента и Джоанны Гэлуэй. Имон был шестым из семи детей семейства Кентов, у него была старшая сестра и пятеро братьев. Джеймс Кент, отец Имона, служил в Ирландской королевской полиции. Сперва семья несколько лет жила в казармах города Баллимо, потом его отца повысили и перевели в Арди, графство Лаут. Там Имон начал ходить в школу и стал служкой в местной католической церкви. Глубокую религиозность Кент сохранял до самого конца своей жизни. В 1892 году Джеймс Кент вышел в отставку и вместе с семьёй перебрался в Дублин. Имон учился в школе О’Коннела (известной в частности тем, что в ней какое-то время проучился и Джеймс Джойс), а потом поступил в Дублинский университетский колледж, также ориентировавшийся на католических студентов.

## Участие вгэльском возрождении
В 1899 году Кент вступил в Гэльскую лигу. К тому времени Кент работал клерком в дублинском казначействе, но основной его работой стала именно деятельность в Гэльской лиге. Деятельность лиги была направлена на пропаганду ирландской самобытности, ирландского языка, культурных особенностей ирландской нации, лига занималась продвижением и поддержкой ирландской музыки, танцев, поэзии, литературы, изучением ирландской истории. Кент начал преподавать ирландский язык по поручению лиги и очень скоро снискал себе славу отличного учителя и прирождённого оратора. Во время работы в лиге Кент знакомится с Патриком Пирсом и Эоном Макнейлом, которые позднее сыграют важную роль в Пасхальном восстании. Тогда же Кент решает сменить своё имя на более соответствующее гэльскому произношению. В 1900 году вместе с Эдвардом Мартином Кент основал Дублинский клуб любителей игры на волынке, а вскоре начал издавать журнал «An Piobaire» (с ирл. — «волынка»). В 1905 году Кент даже выиграл золотую медаль на ежегодном фестивале ирландской культуры Oireachtas na Gaeilge, а в 1908 году был включён в состав ирландской делегации, которая принимала участие в праздновании юбилея папы римского, и играл на волынке перед папой Пием X. В 1905 году Кент женился на Френсис Мэри О’Бреннан, с которой он познакомился во время работы в лиге. В 1906 году у них родился сын Ронан.

## Пасхальное восстание
В 1907 году Кент вступил в «Шинн Фейн», организацию Артура Гриффита, которая выступала против гомруля, требуя полной независимости. В 1912 году Кент вступает в ряды Ирландского республиканского братства по рекомендации Шона МакДермотта и вскоре становится членом верховного совета братства. В 1913 году Кент записывается в ещё одну организацию — Ирландские добровольцы — и принимается активное участие в её создании. Его политические взгляды заметно радикализируются, он становится сторонником революционной борьбы за независимость Ирландии. В 1915 году Планкетт, Пирс и Кларк организовали в структуре ИРБ специальный Военный комитет, который занимался подготовкой восстания. Кент также был включён в состав этого комитета, более того, многие собрания проходили у него на квартире.
Имон Кент был одним из главных действующих лиц начавшегося 24 апреля 1916 года Пасхального восстания. Кент был одним из семи человек, подписавших Прокламацию о создании Ирландской республики. Он был назначен ответственным за связь и, возглавив 4-й батальон «Добровольцев», занял позиции в здании госпиталя приюта для бедных и в примыкавшем к нему перегонном заводе на Марроубон-лейн. Всего в его батальоне было около ста человек, включая заместителя Кента, Катала Бру и Уильяма Косгрейва, но Кент показал себя одним из самых воинственных командиров. Когда 3-й Королевский ирландский полк пытался пробиться к Дублинскому замку, люди Кента открыли огонь, убив несколько солдат. Британцы были вынуждены отступить, а люди Кента укрепились на своих позициях. Во вторник, 28 апреля, к британским войскам прибыло подкрепление, однако, даже имея в двадцать раз меньше солдат, Кенту удалось удержать свои позиции. На протяжении всей недели люди Кента активно сражались и сдались лишь получив прямой приказ от Патрика Пирса.

## Суд и казнь

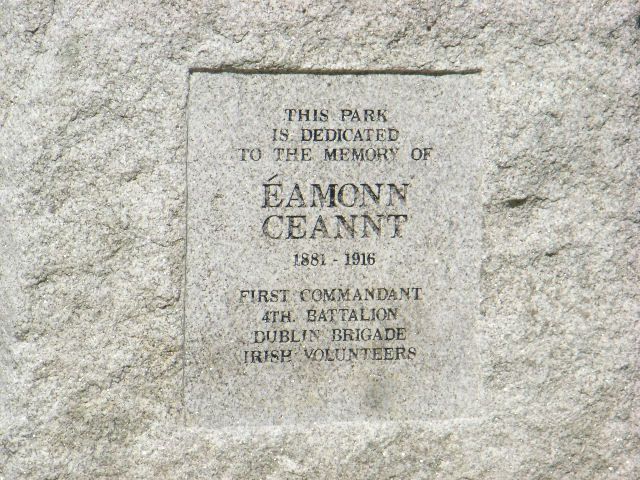
Мемориальная табличка в парке Имона Кента

После безоговорочной капитуляции Имон Кент содержался в казармах Ричмонд со своими людьми, оставшимися в живых. 1 мая он был опознан как один из лидеров восстания и отобран для суда. Суд приговорил его и остальных лидеров к смертной казни, воспользовавшись письмом Патрика Пирса своей матери, где Пирс упомянул о попытках получить помощь от Германии. Поскольку Германия с Великобританией находились в состоянии войны, это письмо стало доказательством государственной измены Пирса, Кента и остальных лидеров восстания. 2 мая Кент был доставлен в тюрьму Килмэнхем, где состоялся военный трибунал, и выслушал свой приговор. 8 мая 1916 года Имон Кент был расстрелян во дворе тюрьмы Килменхем. Ему было 34 года.

В июле 1926 года было опубликовано письмо, написанное Кентом в камере за несколько часов до казни. Кент писал:
Я оставляю ирландским революционерам, которые готовы пройти той же тропой, что прошёл я, следующее напутствие: никогда не вступайте в переговоры с врагом, никогда не сдавайтесь в надежде на его милость, но бейтесь до конца. Ирландия показала, что она является единой нацией. Наше поколение достойно зваться её доблестными сынами ничуть не меньше, чем любое из предыдущих. И в будущем Ирландия почтит тех, кто отдал за неё всё в 1916 году.

## Память
Как и в честь других участников восстания, в честь Кента названа автобусная и железнодорожная станция в его родном графстве Голуэй, в Дублине в его честь назван парк. Кент написал на музыку Гайдна патриотическую маршевую песню «Ирландия превыше всего».